# La Jalca
La Jalca es una localidad de Perú. Es capital del distrito de La Jalca en la provincia de Chachapoyas, departamento de Amazonas. Tiene una población de 1746 habitantes en 1993.[cita requerida]
La plaza mayor y las edificaciones circundantes de La Jalca fueron declarado monumento histórico del Perú el 25 de abril de 1988 mediante el R.J.N° 214-88-INC/J.

## Toponimia
Jalca proviene de palabra quechua Sallca que significa sierra o tierra de secano, o puna según el Dr. Peter Thomas Lerche en su publicación de 1995, Los Chachapoya y los símbolos de su Historia .

## Historia

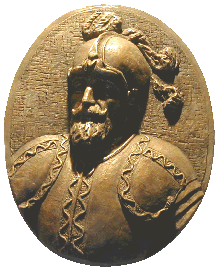
Alonso de Alvarado. Fundador de la ciudad de San Juan de la frontera de los Chachapoyas.

La Jalca fue la primera fundación española de la región; por lo tanto, la primera sede de la actual ciudad de Chachapoyas se estableció aquí. La fundación fue hecha por Mariscal Alonso de Alvarado. En 1538, tomó el nombre de San Juan de la Frontera de los Chachapoyas, en honor a su santo patrón.

## Geografía

### Clima
La localidad tiene un clima templado frío. La temperatura media oscila en los 12 °C y la humedad en 30%.
| Parámetros climáticos promedio de La Jalca | Parámetros climáticos promedio de La Jalca | Parámetros climáticos promedio de La Jalca | Parámetros climáticos promedio de La Jalca | Parámetros climáticos promedio de La Jalca | Parámetros climáticos promedio de La Jalca | Parámetros climáticos promedio de La Jalca | Parámetros climáticos promedio de La Jalca | Parámetros climáticos promedio de La Jalca | Parámetros climáticos promedio de La Jalca | Parámetros climáticos promedio de La Jalca | Parámetros climáticos promedio de La Jalca | Parámetros climáticos promedio de La Jalca | Parámetros climáticos promedio de La Jalca |
| Mes                                        | Ene.                                       | Feb.                                       | Mar.                                       | Abr.                                       | May.                                       | Jun.                                       | Jul.                                       | Ago.                                       | Sep.                                       | Oct.                                       | Nov.                                       | Dic.                                       | Anual                                      |
| ------------------------------------------ | ------------------------------------------ | ------------------------------------------ | ------------------------------------------ | ------------------------------------------ | ------------------------------------------ | ------------------------------------------ | ------------------------------------------ | ------------------------------------------ | ------------------------------------------ | ------------------------------------------ | ------------------------------------------ | ------------------------------------------ | ------------------------------------------ |
| Temp. máx. media (°C)                      | 29.5                                       | 30.5                                       | 30                                         | 29                                         | 26.5                                       | 25                                         | 24                                         | 24                                         | 24                                         | 25                                         | 25.5                                       | 28                                         | 26.8                                       |
| Temp. mín. media (°C)                      | 20                                         | 22                                         | 21                                         | 20                                         | 18                                         | 17                                         | 16                                         | 16                                         | 16                                         | 17                                         | 17.5                                       | 19                                         | 18.3                                       |
| Fuente: Accuweather                        |                                            |                                            |                                            |                                            |                                            |                                            |                                            |                                            |                                            |                                            |                                            |                                            |                                            |

## Lugares de interés
- El Templo Matriz[6]
- La plaza mayor y las edificaciones circundantes de La Jalca
- Casa Redonda
- Cementerio
- Casa del cacique de Levanto
- Museo Comunitario Jalca Grande[7]
- Barrio Toche
- Ollape[8]